# Félix Montoya
Félix Montoya Ordóñez (Liberia, 28 de marzo de 1980) es un exfutbolista costarricense que jugó como volante, su último club fue la Asociación Deportiva Carmelita de la Primera División de Costa Rica.

## Selección nacional
Su debut con la Selección de Costa Rica fue el 4 de febrero de 2007 en un amistoso contra la Selección de fútbol de Trinidad y Tobago. Además jugó tres partidos en la Copa UNCAF 2007, donde Costa Rica se alzó con el título.

## Clubes
| Deportivo Saprissa   | Costa Rica | 1999 - 2001 |
| Municipal Liberia    | Costa Rica | 2001 - 2003 |
| Club Sport Herediano | Costa Rica | 2004        |
| Puntarenas FC        | Costa Rica | 2004 - 2006 |
| Herediano            | Costa Rica | 2006 - 2010 |
| San Carlos           | Costa Rica | 2010 - 2012 |
| Cartaginés           | Costa Rica | 2013 - 2014 |
| Pérez Zeledón        | Costa Rica | 2014 - 2016 |
| Municipal Liberia    | Costa Rica | 2016 - 2018 |
| Carmelita            | Costa Rica | 2018 - 2019 |

## Palmarés

### Títulos internacionales
| Título                 | Club                    | Sede        | Año  |
| ---------------------- | ----------------------- | ----------- | ---- |
| Copa de Naciones UNCAF | Selección de Costa Rica | El Salvador | 2007 |